# Elizabeth Gould Davis
Elizabeth Gould Davis (1910 - 31 de juliol de 1974) va ser una bibliotecària nord-americana que va escriure un llibre feminista anomenat The First Sex.

## Biografia

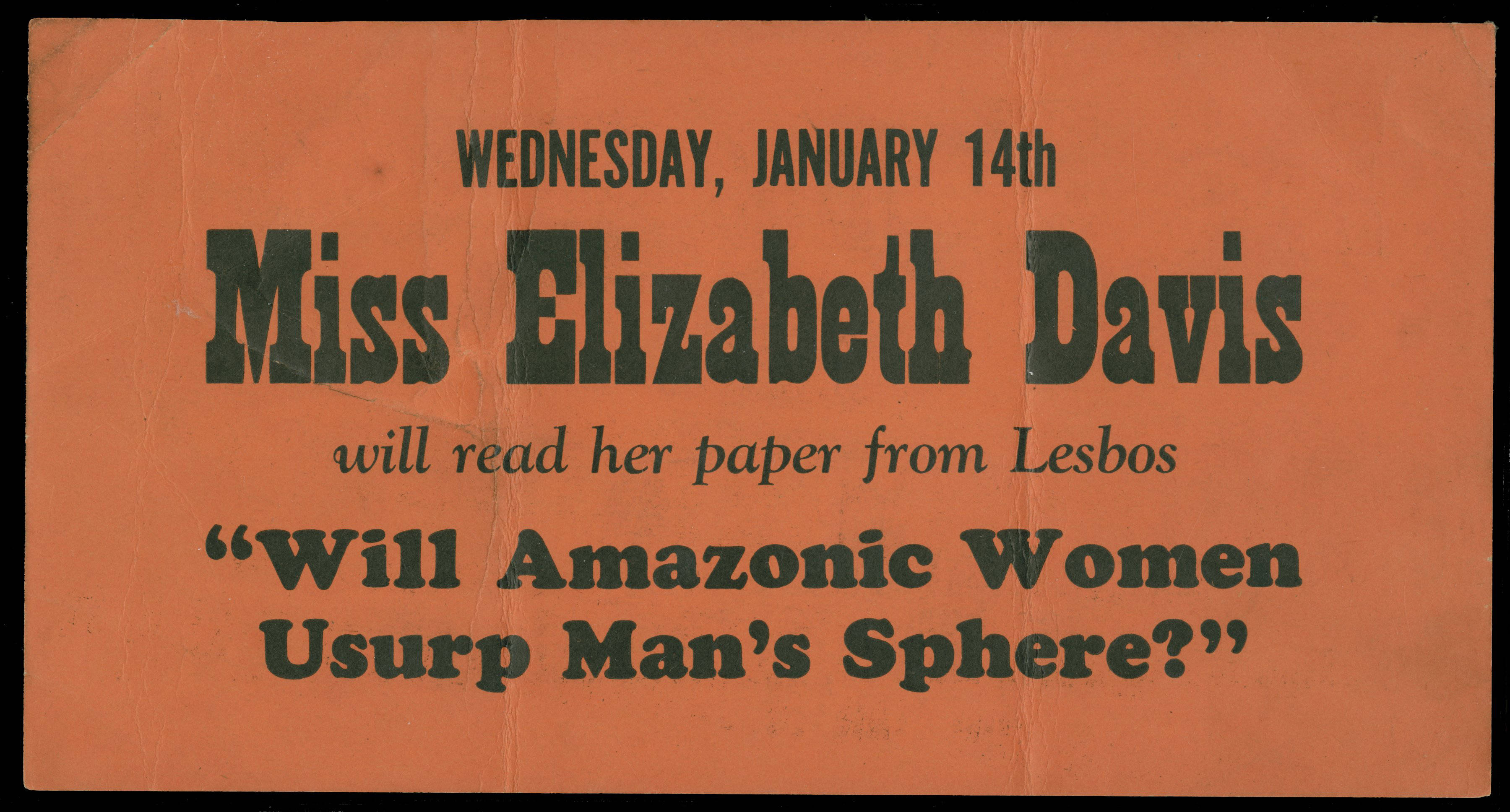
Fitxa del programa del discurs de Davis del 14 de gener de 1931 a l'únic Dil-Pickle Club de Chicago

Davis va néixer a Kansas. "La senyoreta Davis va obtenir el seu títol en AB del Randolph-Macon College i, després d'un breu matrimoni, va obtenir el seu màster en biblioteconomia a la Universitat de Kentucky el 1951". Va treballar com a bibliotecària a Sarasota, Florida, i mentre hi era, va escriure The First Sex.
Va argumentar a The First Sex que els assassins i els criminals congènits tenen dos cromosomes Y, que els homes diuen que no els importa que les dones tinguin èxit, però que requereixen feminitat quan les qualitats femenines funcionen contra l'èxit, i que un matriarcat hauria de substituir el patriarcat existent. El Prof. Ginette Castro va criticar la posició de Davis com a fonamentada "en el xovinisme feminista més pur".